# Pedrouços (Lisboa)
Pedrouços é um antigo bairro da cidade de Lisboa, situado na freguesia de Belém, numa zona junto ao rio Tejo, compreendida entre o sítios da Torre de Belém e Bom Sucesso, a oriente, Restelo, a norte, e Algés a ocidente, tendo dado o seu nome à antiga praia do mesmo nome.
O seu nome faz certamente referência à geologia da zona, coberta por montes de pedras.
Pedrouços terá começado como um simples lugar situado no termo de Lisboa; as primeiras referências documentais conhecidas datam de 1396. No final do século XVII, Pedrouços contaria já com 23 vizinhos.
Os Duques de Cadaval tinham aqui uma quinta no século XVIII; parte do palácio desta antiga quinta ainda subsiste, no número 99 da actual Rua de Pedrouços, sendo actualmente a sede do Instituto Universitário Militar (antigo Instituto de Altos Estudos Militares).
Na segunda metade do século XIX, a Praia de Pedrouços era bastante popular, sendo frequentada pela nobreza e burguesia, bem como pelos intelectuais da época, muito embora tenha sido ultrapassada, em termos de popularidade, pelas de Paço de Arcos e Cascais, já fora de Lisboa.
No final do do mesmo século, com a construção da Linha de Cascais, Pedrouços deu o seu nome à Estação Ferroviária de Pedrouços (inaugurada em 30 de setembro de 1889) e, mais tarde, ao Apeadeiro de Pedrouços, tendo ambas as paragens já desaparecido.
Com a delimitação das fronteiras de Lisboa, em 1885, foi construída uma alfândega em Pedrouços, no limite com a freguesia de Algés, devidamente assinalada por duas torretas.
No século XX, com a urbanização das zonas Belém e Restelo, o antigo sítio de Pedrouços praticamente desapareceu, sobrevivendo apenas na toponímia de Lisboa através da Rua de Pedrouços e da Rua da Praia de Pedrouços.